# Karel Lutar
Karel Lutar, slovenski inženir kemije in univerzitetni predavatelj, * 1. december 1947, Murska Sobota, † 2. september 2000, Ljubljana.

## Življenje in delo
Kemijo je študiral na Fakulteti za naravoslovje in tehnologijo v Ljubljani kjer je leta 1973 diplomiral in 1980 doktoriral. Po diplomi je bil zaposlen na Institutu "Jožef Stefan", od leta 1992 kot višji znanstveni sodelavec. V letih 1988−1993 je bil tudi docent na Fakulteti za naravoslovje in tehnologijo v Ljubljani, v letih 1994−2000 pa na Fakulteti za kemijo in kemijsko tehnologijo v Ljubljani. Raziskoval je fotokemične reakcije z elementarnim fluorom in uvedel nove sinteze binarnih in kompleksnih spojin. S sodelavci je pripravil več novih binarnih fluoridov. Sam ali v soavtorstvu je v mednarodnih revijah objavil več znanstvenih člankov in prijavil tri patente. Njegova bibliografija v sistemu COBISS obsega 121 zapisov.

## Izbrana bibliografija
- Nekatere fotokemične reakcije z elementarnim fluorom : magistrsko delo (COBISS)
- Fotokemične reakcije z elementarnim fluorom : disertacija(COBISS)
- Razvoj jedrskega goriva (COBISS)
- European Symposium on Fluorine Chemistry(COBISS)

## Patenti
- Mehrschichtiger, fluorhaltiger polymerer stoff (COBISS)
- Postopek za pripravo ksenonovega tetrafluorida (COBISS)
- Postopek za sintezo klorovega pentafluorida(COBISS)